# Rudra (bóstwo)
Rudra (sanskryt रुद्र, trl. Rudra) – hinduistyczny bóg czasu i śmierci, uzdrawiania i leków, burzy, a także całej przyrody, natury. Ogniowa natura Rudry koresponduje do właściwości wedyjskiego boga o imieniu Agni.

## Etymologia
Słowo rudra pochodzi z sanskrytu, oznaczać może: „wyjący”
„ryczący”, „rudy”, „groźny”.

## Imiona
- Bhima – straszliwy, przerażający
- Ugradewa – Gwałtowny bóg[2]
- Bheszadźja (ang. Bheshajya) – lekarstwo i lekarz wszystkich chorób, według medycyny ajurwedyjskiej[potrzebny przypis]
- Niektóre źródła wymieniają siedem lub jedenaście form Rudra-Śiwy.

## Rodzina i postacie powiązane
Rudra uważany jest często za ojca:
- Marutów – niebiańskich dworzan stanowiących orszaki różnych bóstw, w tym Indry.
- Rudrów

## Recepcja w literaturze religijnej

### Purany
Rudra-Śiwa jest też niszczycielem kreacji u końca cyklu czasów, kiedy światy przechodzą w stan pierwotny, w mahapralaję.